# Drawsko (gemeente)
De gemeente Drawsko is een landgemeente in het Poolse woiwodschap Groot-Polen, in powiat Czarnkowsko-trzcianecki.
De zetel van de gemeente is in Drawsko.
Op 30 juni 2004 telde de gemeente 5940 inwoners.

## Oppervlakte gegevens
In 2002 bedroeg de totale oppervlakte van gemeente Drawsko 162,95 km², waarvan:
- agrarisch gebied: 31%
- bossen: 61%

De gemeente beslaat 9,01% van de totale oppervlakte van de powiat.

## Demografie
Stand op 30 juni 2004:
| Omschrijving                   | Totaal | Totaal | Vrouwen | Vrouwen | Mannen | Mannen |
| ------------------------------ | ------ | ------ | ------- | ------- | ------ | ------ |
| eenheid                        | aantal | %      | aantal  | %       | aantal | %      |
| inwoners                       | 5940   | 100    | 2953    | 49,7    | 2987   | 50,3   |
| bevolkingsdichtheid (inw./km²) | 36,5   | 36,5   | 18,1    | 18,1    | 18,3   | 18,3   |

In 2002 bedroeg het gemiddelde inkomen per inwoner 1238,65 zł.

## Administratieve plaatsen (sołectwo)
Chełst, Drawsko, Drawski Młyn, Kawczyn, Kamiennik, Kwiejce, Nowe Kwiejce, Marylin, Moczydła, Pełcza, Pęckowo, Piłka.

## Aangrenzende gemeenten
Drezdenko, Krzyż Wielkopolski, Sieraków, Wieleń, Wronki